# Ель гималайская
Ель гималайская, или Ель Смита (лат. Picea smithiana) — вид хвойных деревьев из рода ель (Picea).
Среди елей выделяется длинной хвоей, достигающей в длину 5 сантиметров.

## Распространение
Произрастает в Гималаях на территории ряда стран: Афганистан  (Гиндукуш), Пакистан (Каракорум и Гилгит), Индия  (Кашмир, Химачал-Прадеш, Уттар-Прадеш)  Непал, Китай (Южный Тибет).
Высокогорный вид, встречается на западе Гималаев и в соседних горах на высотах от 2300 до 3600 метров над уровнем моря, в условиях влажного муссонного климата, с обильными осадками в два дождливых сезона, но в западных частях ареала климат постепенно становится суше. Часть осадков выпадает в виде снега, который накапливается в течение зимы. В восточных районах своего ареала обычно соседствует с Abies spectabilis, Pinus wallichiana и Tsuga dumosa, в западных районах — Abies pindrow и Cedrus deodara.  На нижних пределах своего расселения смешивается с различными широколиственными породами, например Quercus spp., Acer .spp., Prunus spp., Ulmus spp. и Aesculus indica.
Выдерживает морозы до -12,2 — -17,7 ° C. 

## Ботаническое описание
Вечнозелёные деревья высотой до 60 м, с диаметром ствола до 2 м, с конической кроной, сформированной широко раскинутыми поникающими ветвями первого порядка и длинными свисающими ветвями второго порядка. Кора бледно-коричневая, трещинами разбивается на пластинки неправильной формы. Ветви бледно-коричневые или бледно-серые, голые. Иглы хвои торчат в радиальном направлении, изогнуты вперёд, тонкие, в поперечном сечении четырёхгранные, длиной 33—55 мм, тольщиной 1,3—1,8 мм, с 2—5 устьицами на каждой поверхности, концы игл острые. Молодые семенные шишки зелёные, созревшие коричневые, блестящие, цилиндрической формы, размерами 10—18 × 4,5—5 см. Семенные чешуйки широко-обратнояйцевидные, толстые, размерами примерно 3 × 2,4 см. Семена тёмно-коричневые, размером около 5 мм, с крыльями 10—15 мм.
|  |  |  |

## Таксономия
Picea smithiana (Wall.) Boiss. Flora Orientalis 5: 700 Архивная копия от 15 февраля 2019 на Wayback Machine. 1884.
Видовой эпитет дан в честь Джеймса Эдварда Смита, который, как сообщается, первым вырастил это дерево в Шотландии в 1820-х годах.

### Синонимы
Известен ряд синонимов, видовой эпитет ряда синонимов „morinda“ используется иногда для обозначения деревьев этого вида.
Homotypic Synonyms
- Pinus smithiana Wall. Pl. Asiat. Rar. 3: 24 (1832) basionym
- Abies smithiana (Wall.) Lindl. Penny Cyclop. 1: 31 (1833)

Heterotypic Synonyms
- Pinus khutrow Royle ex Turra in J.F.Royle, Ill. Bot. Himal. Mts.: 350, t. 84, f. 1 (1839)
- Abies khutrow (Royle ex Turra) Loudon Encycl. Trees Shrubs: 1032 (1842)
- Picea morinda Link Linnaea 15: 522 (1842)
- Pinus pendula Griff. J. Trav. 1: 287 (1847), nom. illeg.
- Abies morinda (Link) Wender. Pfl. Bot. Gärt. 1(Conif.): 16 (1851)
- Picea khutrow (Royle ex Turra) Carrière Traité Gén. Conif.: 258 (1855)
- Pinus morinda Gordon & Glend. Pinetum: 12 (1858), not validly publ.
- Picea smithiana var. pendula Sénécl. Conifères: 32 (1868)
- Picea smithiana var. nepalensis Franco Enum. Fl. Pl. Nepal 1: 26 (1978)
- Picea smithiana subsp. nepalensis (Franco) Silba J. Int. Conifer Preserv. Soc. 15: 60 (2008)

## Значение и применение
Может служить источником деловой древесины, идёт как строительный материал для изготовления крупноразмерных конструкций, для постройки домов, устройства крыш и полов, производства мебели. Большие объёмы, после обработки консервантами, использовались для железнодорожных шпал. Относительно лёгкий вес в сочетании с прочностью делали эту древесину привлекательной для самолётостроения, в частности изготовления планеров, но теперь используется крайне ограничено.
Растение культивируется для восстановительных лесопосадок и в качестве декоративного растения, с характерными свисающими ветвями с длинной хвоей и крупными шишками.